# 아시아나항공 733편 추락 사고
아시아나항공 733편 추락 사고(영어: Asiana Airlines Flight 733)는 아시아나항공의 B737-500 여객기가 1993년 7월 26일 전라남도 해남군 화원면 마산리 운거산 인근 232m 지점에 추락하여 승무원 포함 68명의 사망자와 44명의 부상자를 낳았고 이 사고는 무안국제공항을 건설하는 결정적인 트리거가 되었으며 733편 사고 이후로 2번 착륙 실패시 회향으로 항공법이 개정되었다.

## 사고 개요
해당 항공기는 1990년 6월 14일에 제작된 보잉 737-500기로, 1990년 6월 26일 덴마크의 머스크 에어(Maersk Air)로 첫 인도되어 첫 인도 항공사인 머스크 에어에서도 항공기 리스 전문업체를 끼고 임차로 도입했다고 하며 이후 임차 기간 종료로 AWAS 측에 반납하면서 아시아나항공측이 AWAS사로부터 임차로 도입하게 되었다.
1992년 11월 26일까지 현지에서 운항하다가 1992년 11월 27일자로 아시아나항공에서 리스로 임차했는데, 임차 도입 당시 기령 2년 5개월차 된 비교적 새 비행기로 분류되었다.
1993년 7월 26일 14시 20분 김포국제공항을 출발하여 15시 15분 전라남도 영암군 삼호읍 용당리 소재 목포공항에 도착할 예정이었으나, 당시 태풍 오펠리아의 영향으로 목포와 영암 지역의 기상 상태는 시간당 30 ~ 50mm의 집중호우가 쏟아지면서 해당 항공기의 도착이 지연될 정도로 시정 상태가 좋지 않았다. 
해당 여객기는 15시 24분 첫 번째 착륙 시도를 하였으나 실패하고 이어 15시 28분에 2번째로 착륙 시도와 15시 38분 3번째 착륙 시도까지 총 3회의 착륙 시도에 실패한 후 다시 착륙하다 보지 못한 산이 갑자기 눈앞에 나타나 산과 크게 충돌하면서 관제탑과의 교신이 두절되었다.
그리고 15시 50분 이 여객기는 목포공항 남서쪽으로 10여 km 떨어진 전라남도 해남군 화원면 마산리 마천 마을의 운거산 절골에서 추락한 채 발견됐고 사고 소식은 1985년에 발생한 일본항공 123편 추락 사고 때처럼 생존자들이 산 아래 마을의 화원면 지소에 신고함으로써 알려졌으며 이후 군 병력을 동원하여 구조가 시작되었으나 산에 추락하면서 구조에 난항을 겪기도 했다.

## 사고 원인
아시아나항공 측은 사고 후 해당 여객기가 3번의 착륙 시도에 따라 속도가 점점 떨어지게 되었고 이로 인해 추락한 것으로 보인다고 발표했다.
전문가들은 활주로 길이가 1,500m로 짧고 한쪽 방향밖에 사용할 수 없는 목포공항의 활주로와 자동착륙 유도 장치와 ILS가 설치되지 않은 목포공항의 열악한 시설과 조종사의 무리한 착륙 시도 등을 사고의 원인으로 지적했다.
사고의 수사를 담당했던 검찰은 해당 항공기가 정상 비행 항로를 이탈하였으며 조종사가 거리 착각을 일으키고 무리한 착륙을 시도했을 가능성이 높다고 발표했고 당국은 조종사가 착륙 허가가 나지 않은 상태에서 착륙을 준비하는 등 조종사의 과실이 있었다고 발표했다.
조종실 내 녹음 내용에 따르면 기장은 충돌 몇초 전 "OK, 800(피트)"이라고 말한 것으로 보아 규정(1,600피트)보다 일찍 하강해 추락한 것으로 보인다.

## 사고 후 대책
이 사고는 아시아나항공 설립 후 첫 번째로 발생한 여객기 추락 사고다. 아시아나항공은 사고 후 김포 - 목포 노선의 운항을 잠시 중단한 뒤 유족들과의 보상금 합의를 통해 문제를 해결했다.
또한 당시 교통부는 이 사고를 계기로 전라남도 무안군에 무안국제공항을 건설할 계획을 밝혔고 2007년 11월 8일 무안국제공항이 개항하면서 목포공항은 군용으로만 이용하고 있으며 이 사고로 아시아나항공은 보잉 757-200의 주문을 취소하고 그 대신 에어버스 A321을 주문하였다.
그리고 OZ733편 해남 추락 사고 이후 아시아나항공에서는 7월에만 추락 사고가 2건 더 발생하며 7의 저주라는 말이 생겼으며 이후 OZ733편은 현재 서울 ~ 하노이 노선에 같은 편명으로 운항 중이다.

## 실화에 바탕한 작품
- 드라마 <마천마을 사람들> (1993년, KBS)

## 관련 미디어
- 꼬리에 꼬리를 무는 그날 이야기 (2023년, SBS)

## 같이 보기
- 아시아나항공의 사건 및 사고
- 중국국제항공 129편 추락 사고
- 대한항공 801편 추락 사고
- 제주항공 2216편 활주로 이탈 사고